# Valentina Monetta
Valentina Monetta (født 1. marts 1975 i San Marino) er en sammarinsk sangerinde. Hun repræsenterede San Marino i Eurovision Song Contest i 2012, 2013, 2014 og 2017.

## Karriere
Valentina Monetta sendte i 2008 sangen "Se non ci sei tu" ind til den sanmarinske forhåndsudvælgelse til Eurovision 2008. Den 14. marts 2012 annoncerede tv-stationen RTV, at Monetta var blevet udvalgt til at repræsentere San Marino ved Eurovision Song Contest 2012 i Baku med sangen "Facebook Uh, Oh, Oh", med musik af den tyske komponist Ralph Siegel. EBU krævede imidlertid ordet Facebook skrevet ud af teksten, da kommercielt indhold ikke er tilladt i Eurovision-numre. Sangen blev derfor omskrevet til "The Social Network Song". Ved den første semifinale den 22. maj 2012 lykkedes det ikke Monetta at kvalificere sig videre til finalen, da sangen endte på en 14. plads med 31 point, hvilket dog var San Marinos hidtil bedste resultat.
Monetta blev igen udvalgt til at repræsentere San Marino ved Eurovision Song Contest 2013 i Malmø, denne gang med nummeret "Crisalide (Vola)", igen med musik af Ralph Siegel, samt italiensk tekst af Mauro Balestri. Sangen endte på en 11. plads ved den anden semifinale den 16. maj 2013 med 47 point, hvorved San Marino igen ikke kvalificerede sig til finalen.
Den 19. juni 2013 meddelte sanmarinsk tv, at Monetta igen skulle repræsentere San Marino ved Eurovision Song Contest 2014 i København. Hun blev dermed den fjerde kunstner, der deltog i konkurrencen tre år i træk, efter Lys Assia, Corry Brokken og Udo Jürgens. Den 14. marts 2014 blev det offentliggjort, at Monetta skulle synge sangen "Maybe", igen med musik af Ralph Siegel og tekst af Mauro Balestri. Sangen opnåede en 10. plads ved den første semifinale den 6. maj i København og sikrede dermed San Marino landets første finaleplads nogensinde. Ved finalen fire dage senere blev den dog kun nummer 24 ud af 26.
Den 12. marts 2017 blev det offentliggjort, at Monetta igen for fjerde gang skulle repræsentere landet i Eurovision Song Contest 2017, denne gang i duetten "Spirit Of The Night" med den amerikanske sanger Jimmie Wilson. Monetta er dermed en af de tre kvinder, der har deltaget i konkurrencen flest gange. Hun deler rekorden med Elisabeth Andreassen og Sue fra Peter, Sue & Marc. I semifinalen den 11. maj 2017 fik sangen en sidste plads og kvalificerede sig dermed ikke for finalen.

## Diskografi

### Albums
| Titel                          | Detaljer                                                                         |
| ------------------------------ | -------------------------------------------------------------------------------- |
| Il mio gioco preferito         | - Udgivet: 19. september 2011 - Pladeselskab: MFV - Format(er): Digital download |
| La storia di Valentina Monetta | - Udgivet: 7. juni 2013 - Format(er): CD/Digital download                        |

### Singler
| År   | Titel                      | Album                          |
| ---- | -------------------------- | ------------------------------ |
| 2002 | "Sharp"                    | Ikke-album single              |
| 2008 | "Se Non Ci Sei Tu"         | Ikke-album single              |
| 2011 | "Una Giornata Bellissima"  | La storia di Valentina Monetta |
| 2012 | "I'll Follow the Sunshine" | La storia di Valentina Monetta |
| 2012 | "The Social Network Song"  | La storia di Valentina Monetta |
| 2013 | "Crisalide"                | La storia di Valentina Monetta |
| 2013 | "L'amore Verrà"            | La storia di Valentina Monetta |